# 우당탕탕 잉양요
《우당탕탕 잉양요》(영어: Yin Yang Yo!)는 미국과 캐나다의 플래시 애니메이션 시리즈이다. 2006년에 발매되고 2009년 즈음에 국내에 정발된 애니메이션이다.

## 줄거리
무림계에서 혼돈이 가속화되던 시대에 전설적인 고수 요 사범의 밑에 수강하는 쌍둥이 남매 잉과 양. 잉은 체내의 기운을 응용하여 공격과 방어를 구사할 수 있는 기운계 마법을 사용하는 특수계 마법사이고 양은 잉과 달리 마법능력은 없지만 무기사용과 체술에 능한 물리계 투사이다. 사악한 바퀴벌레 쿠프를 시작으로 악당들이 늘어나고, 남매는 무림계를 혼돈에서 구해낸 뒤 1급 우푸기사로 전직하려 하는데.

## 방송 기간
- 미국: 2006년 8월 26일 (제틱스) (툰 디즈니) ——> (디즈니XD)
- 한국: 2009년 2월 14일 - 2009년 4월 18일 ——> (애니박스)

## 목소리 출연
- 잉

성우: 스테파니 모겐스턴/채의진 (1기) ——> 이지현 (2기)
양의 여동생이며. 체내 기운을 이용하는 초능력계 마법을 사용한다.
- 잉의 능력
  - 에너지 광선
  - 공중 부양
  - 트랜스푸메이트
  - 잉 파이어
  - 잉 퍼노
  - 잉 명백한
  - 잉 탱글벌
  - 푸루미네이트
  - 에너지 올가미
  - 푸 필드
  - 푸 오브스
  - 플리티 핑크 파우스 오브 페인
  - 우푸 오라
  - 토네이도 파이어
  - 번개 마법
  - 바람 마법

- 양

성우: 스콧 맥코드/홍범기
잉의 오빠. 무기를 자유자재로 사용하는 웨폰마스터.
- 양의 능력
  - 대나무 변형 무기
    - 푸 척스
    - 양 부메랑

  - 토네이도 푸
  - 핸즈 오브 페인
  - 파워 펀치
  - 핸드 오브 파이어
  - 파이어 필드
  - 파워 핸즈
  - 우푸 오라
  - 토네이도 푸
  - 토네이도 파이어

- 사부 요

성우: 마틴 로치/시영준 (1기) ——> 심정민 (2기)
거대한 자이언트 팬다이다 잉과 양의 교사와 아버지. 그는 매우 단련되어 토끼 쌍둥이의 아빠와 같다.
- 사부 요의 능력
  - 핸즈 오브 파워
  - 토네이도 푸
  - 우푸 오라
  - 디풀시파이
  - 마발리스

### 동맹국
- 리나

성우: 노비 에드워드스/정혜옥 (1기) ——> 이재현 (2기)
아쿠아 그린 여성 개. 잉의 가장 친한 친구와 양의 그다지 짝사랑. 그녀는 농장에 사는 멋지고 평온하고 자신감이 있지만 짧은 성격의 소녀이다.
- 쿠프

성우: 조나단 윌슨/홍진욱 (1기) ——> 임경명 (2기)
잉에 큰 호감과 살아남을 수줍은 닭.
- 로저 스켈레웍 주니어

성우: 드웨인 힐/최낙윤
그는 선사 시대의 괴물이며 슈퍼 힘을 보여주었습니다. 잉과 양의 시간제 적의 아들.
- 데이브

성우: 드웨인 힐/이상헌 (1기) ——> 김민정 (2기)
마법 같은 나무 그루터기인 데이브는 수명이 짧고 친구들이 한심한 것으로 간주한다.

### 악당
- 밤의 지배자

성우: 데이비드 헴블렌/이상헌
자기 이블 클래스의 어두운 대 군주로 청구. 우푸의 멸종을 책임 진 매우 강력하고 위험한 적. 그의 계획은 일반적으로 그의 부하들의 어리 석음 때문에 실패한다.
- 칼

성우: 제이미 왓슨/고성일 (1기) —> 박서진 (2기)
화려한 바퀴벌레 마법사. 칼은 항상 그의 어머니에게 깊은 인상을 남길 수있는 방법을 찾고 있으며 그의 이기적이고 이기적인 형제 허먼을 능가한다. 칼과 허먼은 서로 싫어하지만 때때로 함께 일했다.
- 에래디크스

성우: 조나단 윌슨
우 푸를 붕괴 시키려고 꾀하고있는 거대한 그리폰. 그는 사실 최초이자 최초의 밤의 지배자입니다. (원인을 알 수 없는) 그의 죽음 이후, 다른 어둠의 존재들은 그가 남긴 악의 망토를 차지했습니다. 여기에는 알려지지 않은 뱀 아가씨와 시즌 1에서 마주한 박쥐 생물 인 잉과 양이 포함됩니다.
- 사라노이아

성우: 린다 발렌타인/정혜옥
강력한 마법사와 변장의 여주인. 그녀는 아버지와 게으른 동생 마크와 함께 어려서 어려워서 강한 여성의 힘을 키우고 페미니스트적인 견해와 가치를 확립했다. 그녀는 일련의 특성을 취하고 지팡이 자신의 의지에 반하더라도 지팡이의 규칙을 준수해야한다.
- 울티무스

성우: 토니 대니얼스
자신의 무술 분야를 가진 무모한 무스 무스 같은 생물. 그는 성 차별적, 남성적, 이기적이고 공격적이지만 강박적이고 편집증적인 정신으로 묘사 될 수 있다. 그는 자신을 3인칭화로 언급하는 경향이 있다.
- 약크

성우: 스콧 맥코드/홍범기
청록색의 초록색 토끼는 잉의 통제에 대한 집착과 양의 침략으로 형성된 실체이다. 반역적인 돌연변이 토끼 인 약크는 세계에서 가장 큰 우 푸 나이트가되기를 원합니다. 그는 레벨 2 우 푸 나이트. 그는 또한 딸꾹질의 나쁜 경우를 개발하여 그의 새로운 힘을 통제 할 수 없게한다.
- 충포 키티 팀

성우: 스테파니 모겐스턴
그들은 작고 모피와 사랑스러운 새끼 고양이이다. 그러나 그들은 일반적으로 마음이없고 적대적인 닌자이며 잉과 양의 적이다. 그들은 보통 분홍색, 보라색 및 녹색 드레스를 입는다.
- 마노투어

성우: 세스 맥팔레인
털이 발굽과 사나운 미학을 가진 남성적인 캐릭터. 그는 도시 사람처럼 옷을 입는 대머리를 가진 큰 사람이다. 그의 계획은 모든 투니콘을 납치하고 모든 머리카락을 깎아서 대머리 머리를 덮고 큰 여성용 가발을 만들어 워머노투어와 데이트를 하는 것이었다.
- 마스터마인드

성우: 피터 쿠그노
몇 년 전 큰 위협이었던 사악한 장갑을 끼는 마법사. 이제 그는 단지 두개골과 두뇌에 있는 뇌일뿐이다.
- 자놋

성우: 제이미 왓슨
자놋은 거짓말 요정의해 생겨나고 나중에 밤의 지배자에 의해 채용된 사악한 액션 인물이다.
- 허먼

성우: 데이비드 버니
칼의 검은 마음, 가학적이고 이기적이고 사악한 개미 형제인 허먼은 철권, 악마의 마음, 완벽한 식탁 매너로 자신의 왕국을 지배하는 폭군적인 개미 장군이다. 그는 사부 요를 멈출 때까지 세상을 점령하려고했다.
- 스모크

성우: 린다 발렌타인
양의 여자 친구였던 그녀는 퀘스트를 완료하기위한 정교한 음모가 드러날 때까지 애니메이션과 같은 눈을 가진 매우 활동적인 여성이다. 그녀는 욕실의 단정함과 평온한 트랜스, 일반적으로 동아시아 명상과 같은 활동에 관심을 보인다. 그녀의 선택 무기는 버스터 칼과 매우 유사한 거대한 칼이다.
- 미러스

성우: 조니단 윌슨
스모크의 동생. 스모크가 배틀 토너먼트에서 양을 사용하면 거울이 잉을 얻어 싸워야한다. 그와 스모크는 잉과 양을 합치기 위해 교감을 형성 한 것으로 보이지만 다시 싸우기 시작하는 한 오래 지속되지는 않는다.
- 배드풋

성우: 올랜도 브라운
사부 요가 이길 수 없었던 적으로 알려진 보라색 말.
- 패스티디오우스

성우: 마크 보웬
청결과 세계 지배에 집착하는 작은 햄스터. 그는 거의 항상 그의 로봇, 주로 그의 햄스터 봇의 제어 센터 역할을하는 햄스터 공 내부에서 볼 수 있습니다. 그는 공인 변호사 인 것 같습니다.
- 엘라 멘탈

성우: 린다 발렌타인
에래디크스의 부하 중에서 가장 현명하고 타인의 마음을 읽을 수있다.
- 인데스트루크토 밥

성우: 토니 대니얼스
꽤 얼간이에서 자신을 이름으로 부른다.
- 룹버 척키

성우: 피터 쿠그모
키가 큰 에래디크스 미니언은 탄력 있고 변신하는 몸을 가지고 있습니다.
- 몰레쿠 라스

성우: 데이비드 버니
분자를 조작하여 팔다리를 변형하고, 공중에 뜨고, 재생시킬 수있는 작은 문어 형 에래디크스의 하수인입니다.
- 페로시터스

성우: 키스 실버스틴
그는 스스로 세계를 주장하고 선의 세력을 막는 척 한 네 번째 밤의 지배자입니다.

## 에피소드 목록
- 시즌 1
  - 1. 우리 도장이 최고야! / 돌을 보라!
  - 2. 협력은 힘입니다 / 노인을 공경하라!
  - 3. 죽도를 믿으! / 외형은 진실 아니라
  - 4. 병으로 적을 제압하라 / 거짓말은 위험의 전
  - 5. 자만하지 말라 / 남매의 사랑은 후카시
  - 6. 어둠 토끼 약크 / 사랑은 괴물보다 강하다
  - 7. 보스를 혹사하지 말라 / 냄새 사이는 피!
  - 8. 연인 소녀 잉 / 금은 눈부시게
  - 9. 젊음은 무엇과도 바꿀 어렵다 / 자기 희생을 배울하라
  - 10. 물욕을 버려라! / 수업에 무휴
  - 11. 스승의 충고를 듣는하라 1 부 / 스승의 충고를 듣는하라 2 부
  - 12. 남자와 여자는 서로 돕는하라 / 거짓 사랑에 속는 말라
  - 13. 좋은 물건 배울하라 / 운에 몸을 맡긴다 말라
  - 14. 남자는 싸움을 잊지 말것 / 욕망은 가장 큰 약점입니다
  - 15. 영웅의 꿈 잊지 말라! / 적의 적은 아군입니다
  - 16. 거짓말은 재앙이되고 반환 / 아군을기만 적을 속이기 없기!
  - 17. 바른 것은 몸소 보여주는하라 / 약간의 독을 멸시하지 말라!
  - 18. 불결한 집에 악이 온다 / 다량에 무세 도망하라
  - 19. 젊은 날의 재주는 몸을 돕는다! / 역사 배우는자는 승리한다
  - 20. 사제 사랑은 가족애보다 찐 / 스스로의 행동은 스스로에게 반환
  - 21. 약간의 실력에 자만하지 말라 / 가져야 할 것은 진정한 친구!
  - 22. 고난 이야말로 수업입니다!
  - 23. 소앞자는 지혜를 사용 / 스승의 부재를 보호하라
  - 24. 가족 간의 유대를 잊지 말라 / 념주레하면 통한다!
  - 25. 공허함 일에 몸을 맡긴다 말라 / 약점을 클릭하면 역전은 허용됩니다
  - 26. 단결을 깨는 없음!

- 시즌 2
  - 27. 남매는 원래 그래? / 잉-크레더블
  - 28. 돌아온 쿠프 / 초대받지 못한 파티
  - 29. 잉양의 기적 / 파트너 결별 선언!
  - 30. 생각하는 양 / 위대한 복수
  - 31. 복제팔찌의 위력 / 지저분한 관계
  - 32. 일일 곰 체험/애완동물 키우기
  - 33. 하나도 안 무서운 무서운 날
  - 34. 양 피자 시키신 분!/ 자신감 대결
  - 35. 밀고 당기기 싸움/말라깽이와 헐크 사이
  - 36. 인생에 같은 아침 없음
  - 37. 무적의 꼬마군단/마음이 따뜻한 양
  - 38. 헛된 스타의 꿈/하늘 위 엉덩이
  - 39. 팀워크에 토오루 것! / 감정을 조종면 적 없음
  - 40. 데자푸
  - 41. 조류 독감?
  - 42. 양의 불편한 치아/잉양의 시트콤
  - 43. 마법 바지 캠프 / 힘겨운 아르바이트
  - 44. 잉
  - 45. 두비 혼자 다 마셔요!
  - 46. 양심을 판 양 / 함정
  - 47. 교훈적인 만화책/자취의 추억
  - 48. 내 등에서 떨어져!/위기의 파자마 파티
  - 49. 밀린 빨래의 최후/최고 사기 사령관
  - 50. 포썸 판다의 비밀 생활/보고싶어요
  - 51. 선과 악, 즉 잉과 양입니다!
  - 52. 속고 속이기/정글 속 한판 승부
  - 53. 두려움을 가지고 두려움을 제압하라
  - 54. 본능에 충실하기/푸춘기는 힘들어!
  - 55. 분열은 패배의 시작입니다 / 두뇌 없이는 승리없이!
  - 56. 무적의 꼬마군단/마음이 따뜻한 양
  - 57. 오
  - 58. 어디갔니, 친구야?
  - 59. 오,형제여! / 로저 아빠 체면 살리기
  - 60. 위로! 아래로!
  - 61. 잉, 양, 칼 / 개구쟁이 스몰크
  - 62. 시장에서 파티 / 어둠 쿠프
  - 63. 다른 세계로
  - 64. 디비전 퀘스트
  - 65. 마지막 전투와 차세대

- 특집
  - WooFooGeddon